# Patrick
Patrick (deutsche Aussprache: [ˈpatrɪk], englische Aussprache: [ˈpætrɪk]) ist ein männlicher Vorname aus dem englischen Sprachraum, selten auch ein Familienname. 

## Herkunft, Bedeutung, Verbreitung, Varianten
Der englische Name Patrick leitet sich vom lateinischen Namen Patricius (eigentlich „Patrizier, Adliger“) her. Seine Popularität auf den Britischen Inseln, insbesondere in Irland, verdankt er dem Heiligen Patricius („Patrick von Irland“), dem Schutz- und Nationalheiligen Irlands. Im Irischen entspricht ihm der Name Pádraig, die englische Form zeigt aber weniger irischen Einfluss als vielmehr den der französischen Form Patrice.
Außerhalb des englischsprachigen Raums gebräuchliche Nebenformen sind Patrik (besonders in Schweden, Tschechien und der Slowakei), Patryk (in Polen) sowie Patric.
Seit dem 17. Jahrhundert ist der Name in der Form Patrik auch im skandinavischen Raum, insbesondere in Schweden, gebräuchlich. In Deutschland war der Vorname Patrick vor 1960 nur selten vertreten. In den 1980er-Jahren wurde er dann zu einem der am häufigsten vergebenen Vornamen, seither hat seine Beliebtheit aber stetig nachgelassen.
Gängige Kurz- und Koseformen des Namens sind Pat, Patty sowie besonders im irischen Englisch Podge sowie Paddy; letztere Form wird im Englischen auch als generischer Spitz- oder Spottname für Iren verwendet, siehe hierzu den Artikel Paddy (Ethnophaulismus). Auch der Name Ricky stellt gelegentlich eine Kurzform von Patrick dar, steht aber zumeist für Richard oder Frederick. Die indonesische Form des Namens lautet Patrisius.
Die weibliche Entsprechung von Patrick ist Patricia, die ebenfalls in den Kurzformen Pat, Patty und Patti verwendet wird.

## Namenstag
Der Namenstag ist der 17. März (Saint Patrick’s Day).

## Namensträger

### Vorname

#### Patrick
- Patrick von Irland (St. Patrick; † ≈461), Missionar und irischer Nationalheiliger
- Patrick, 5. Earl of Atholl († 1242), schottischer Magnat

##### A
- Patrick Alavi (* 1982), deutscher Musiker
- Patrick Allen (1927–2006), britischer Schauspieler und Sprecher
- Patrick Alt (* 1985), deutscher Fußballschiedsrichter
- Patrick Auracher (* 1990), deutscher Fußballspieler

##### B
- Patrick Bach (* 1968), deutscher Schauspieler und Synchronsprecher
- Patrick Battiston (* 1957), französischer Fußballspieler
- Patrick Bauer (* 1992), deutscher Fußballspieler
- Patrick Birocheau (* 1955), französischer Tischtennisspieler
- Patrick Blanc (* 1972), französischer Skibergsteiger
- Patrick Brauns (* 1955), deutscher Autor und Journalist
- Patrick Breyer (* 1977), deutscher Politiker

##### C
- Patrick von Castelberg (* 1973), Schweizer Sänger (Tenor)
- Patrick Crayton (* 1979), US-amerikanischer American-Football-Spieler
- Patrick Cutrone (* 1998), italienischer Fußballspieler

##### D
- Patrick Davis (* 1986), US-amerikanischer Eishockeyspieler
- Patrick Day (1992–2019), US-amerikanischer Boxer
- Patrick Decker-Losensky (* 1982), deutscher Rapper, siehe Fler
- Patrick Delsemme (1974–2022), belgischer Snookerspieler
- Patrick Demarchelier (1943–2022), französischer Fotograf
- Patrick Dempsey (* 1966), US-amerikanischer Schauspieler
- Patrick Drewes (* 1993), deutscher Fußballtorhüter
- Patrick Duffy (* 1949), amerikanischer Schauspieler

##### E
- Patrick Ebert (* 1987), deutscher Fußballspieler
- Patrick Ehelechner (* 1984), deutscher Eishockeytorwart
- Patrick Erras (* 1995), deutscher Fußballspieler

##### F
- Patrick Farkas (* 1992), österreichischer Fußballspieler
- Patrick Feurstein (* 1996), österreichischer Skirennläufer
- Patrick Franziska (* 1992), deutscher Tischtennisspieler
- Patrick Funk (* 1990), deutscher Fußballspieler

##### G
- Patrick Gaillard (* 1952), französischer Formel-1-Rennfahrer
- Patrick Gasienica (1998–2023), US-amerikanischer Skispringer
- Patrick Glöckner (* 1976), deutscher Fußballspieler und -trainer
- Patrick Gomes (* 1941), guyanischer Diplomat

##### H
- Patrick Hanks (1940–2024), britischer Lexikograf, Korpuslinguist und Onomastiker
- Patrick Hasler (* 1947), liechtensteinischer Skilangläufer
- Patrick Helmes (* 1984), deutscher Fußballspieler
- Patrick Hernandez (* 1949), französischer Sänger
- Patrick Hillery (1923–2008), irischer Politiker, Präsident 1976 bis 1990
- Patrick Howald (* 1969), Schweizer Eishockeyspieler

##### J
- Patrick Joswig (* 1975), deutscher Schauspieler und Autor

##### K
- Patrick Kalupa (* 1979), deutscher Schauspieler
- Patrick Kane (* 1988), US-amerikanischer Eishockeyspieler
- Patrick Kerney (* 1976), US-amerikanischer Footballspieler
- Patrick Kleefeld (* 1987), deutscher Handballspieler
- Patrick Kluivert (* 1976), niederländischer Fußballspieler
- Patrick Köllner (* 1968), deutscher Politikwissenschaftler
- Patrick Denis Kowalewski (* 1990), polnisch-albanischer Musiker und Musikproduzent, siehe Blvth
- Patrick Kühl (* 1968), deutscher Schwimmer, Medaillengewinner bei Olympia

##### L
- Patrick Lange (* 1986), deutscher Triathlet
- Patrick Leclercq (1950–2011), deutscher Journalist
- Patrick Leonard (* 1956), US-amerikanischer Songwriter, Keyboarder und Musikproduzent
- Patrick Leonard (* 1988), britischer Pokerspieler
- Patrick Lindner (* 1960), deutscher Schlagersänger

##### M
- Patrick Macnee (1922–2015), britisch-US-amerikanischer Schauspieler
- Patrick Magee (1922–1982), nordirischer Schauspieler
- Patrick Maroon (* 1988), US-amerikanischer Eishockeyspieler
- Patrick Mayer (* 1986), österreichischer Fußballspieler
- Patrick Mayer (* 1988), deutscher Fußballspieler
- Patrick McGoohan (1928–2009), US-amerikanischer Filmschauspieler
- Patrick Miedema (* 1990), niederländischer Handballspieler
- Patrick Milchraum (* 1984), deutscher Fußballspieler
- Patrick Miller (* 1980), Schweizer Sänger und Rapper
- Patrick Modiano (* 1945), französischer Schriftsteller und Nobelpreisträger
- Patrick Mölleken (* 1993), deutscher Schauspieler und Sprecher
- Patrick Müller (* 1976), Schweizer Fußballspieler
- Patrick Müller (* 1988), deutscher Schauspieler
- Patrick Müller (* 1996), deutscher Kugelstoßer
- Patrick Müller (* 1996), Schweizer Radrennfahrer

##### N
- Patrick Neelmeier (* 1968), deutscher Radiomoderator
- Patrick Niklas (* 1987), österreichischer Fußballspieler
- Patrick Nuo (* 1982), Schweizer Sänger

##### O
- Patrick O’Brian (1914–2000), britischer Autor
- Patrick Owomoyela (* 1979), deutscher Fußballspieler
- Patrick Öztürk (* 1986), deutscher Politiker

##### P
- Patrick Pender (* 1996), deutscher Politiker (CDU)
- Patrick Pomberger (* 1974), liechtensteinischer Poolbillardspieler

##### R
- Patrick Rakovsky (* 1993), deutscher Fußballspieler
- Patrick Rothe (* 1981), deutscher Handballspieler
- Patrick Joseph Ryan (1934–2006), US-amerikanischer Maler

##### S
- Patrick Sadowski (* 1981), deutscher Musikproduzent, siehe P.M.B.
- Patrick Schwengers (* 1994), deutscher Fußballschiedsrichter
- Patrick Scott (1921–2014), irischer Maler und Architekt
- Patrick Shiroishi (* 1987/88), US-amerikanischer Jazz- und Improvisationsmusiker
- Patrick Roberto Daniel da Silva (* 1985), brasilianischer Fußballspieler
- Patrick Simon (* 1975), deutscher Rennfahrer
- Patrick Spät (* 1982), deutscher Buchautor, Comicszenarist, Journalist und Lektor
- Patrick Stanke (* 1979), deutscher Musicaldarsteller
- Patrick Stewart (* 1940), britischer Schauspieler
- Patrick Süskind (* 1949), deutscher Schriftsteller
- Patrick Swayze (1952–2009), US-amerikanischer Schauspieler und Tänzer

##### T
- Patrick Tambay (1949–2022), französischer Automobilrennfahrer

##### V
- Patrick Vieira (* 1976), französischer Fußballspieler
- Patrick Volkerding (* 1966), US-amerikanischer Programmierer und Slackware-Maintainer

##### W
- Patrick Wasserziehr (* 1966), deutscher Fernsehmoderator und Kommentator
- Patrick Weihrauch (* 1994), deutscher Fußballspieler
- Patrick Wendisch (* 1957), deutscher Versicherungsunternehmer, Kammerfunktionär und Politiker (AFB)
- Patrick West (1923–1996), US-amerikanischer American-Football-Spieler
- Patrick White (1912–1990), australischer Schriftsteller
- Patrick Wiedl (* 1983), österreichischer Politiker
- Patrick Wilson (* 1973), US-amerikanischer Schauspieler und Sänger
- Patrick Wolf (* 1981), österreichischer Fußballspieler
- Patrick Wolf (* 1983), britischer Musiker, Sänger und Komponist
- Patrick Wolf (* 1989), deutscher Fußballspieler
- Patrick Wunderbaldinger (* 1983), österreichischer Fußballspieler

##### Z
- Patrick Zelbel (* 1993), deutscher Schachspieler
- Patrick Zieker (* 1993), deutscher Handballspieler

Zweiter Vorname:
- Sean Patrick Flanery (* 1965), US-amerikanischer Schauspieler
- Neil Patrick Harris (* 1973), US-amerikanischer Schauspieler
- Michael Patrick Kelly (* 1977), irisch-US-amerikanischer Musiker
- Christopher Patrick Rusin (* 1986), US-amerikanischer Baseballpitcher

#### Patric
- Patric Catani (* 1975), deutscher Musikproduzent
- Patric Chiha (* 1975), österreichischer Filmregisseur
- Patric Della Rossa (* 1975), Schweizer Eishockeyspieler
- Patric Dickinson (* 1950), englischer Jurist, Genealoge und Heraldiker
- Patric Feest (* 1956), deutscher Verleger und Drehbuchautor
- Patric Hörnqvist (* 1987), schwedischer Eishockeyspieler
- Tom-Patric Kimmel (* 1990), deutscher Eishockeyspieler
- Patric Kjellberg (* 1969), schwedischer Eishockeyspieler
- Patric Klandt (* 1983), deutscher Fußballspieler
- Patric Knowles (1911–1995), britischer Schauspieler
- Patric Leitner (* 1977), deutscher Rennrodler
- Patric Looser (* 1984), Schweizer Voltigierer
- Patric Pfannmüller (* 1977), deutscher Inlinehockeyspieler
- Patric Pfeiffer (* 1999), deutsch-ghanaischer Fußballspieler
- Patric Schmid (1944–2005), US-amerikanische Gründer der „Opera Rara“
- Patric Scott (* 1985/86), Schweizer Sänger und Schauspieler
- Patric Suter (* 1977), Schweizer Leichtathlet
- Patric Ullaeus (* 1968), schwedischer Regisseur und Fotograf

#### Patrik
- Patrik Andersson (* 1971), schwedischer Fußballspieler
- Patrik Antonius (* 1980), finnischer Pokerspieler
- Patrik Anttonen (* 1980), schwedischer Fußballspieler
- Patrik Augusta (* 1969), tschechischer Eishockeyspieler
- Patrik Baboumian (* 1979), armenisch-deutscher Kraftsportler
- Patrik Bärtschi (* 1984), Schweizer Eishockeyspieler
- Patrik Baumann (* 1986), Schweizer Fußballspieler
- Patrik Berger (* 1973), tschechischer Fußballspieler
- Patrik Berglund (* 1988), schwedischer Eishockeyspieler
- Patrik Bodén (* 1967), schwedischer Leichtathlet
- Patrik Borger (* 1979), deutscher Fußballtorhüter
- Patrik Bojent (* 1980), schwedischer Fußballspieler
- Patrik Carnbäck (* 1968), schwedischer Eishockeyspieler
- Patrik Ćavar (* 1971), kroatischer Handballspieler
- Patrik Džalto (* 1997), kroatisch-deutscher Fußballspieler
- Patrik Eliáš (* 1976), tschechischer Eishockeyspieler
- Patrik Fahlgren (* 1985), schwedischer Handballspieler und -trainer
- Patrik Fichte (* 1965), deutscher Schauspieler und Synchronsprecher
- Patrik Fitzgerald (* 1956), englischer Sänger und Punk-Poet
- Patrik Fredholm (* 1978), schwedischer Fußballspieler
- Patrik Gedeon (* 1975), tschechischer Fußballspieler
- Patrik Gisel (* 1962), Schweizer Bankmanager
- Patrik Gogulla (* 1988), deutscher Eishockeyspieler
- Patrik Haglund (1870–1937), schwedischer Chirurg und Orthopäde
- Patrik Hruščák (* 1989), slowakischer Handballspieler
- Patrik Ingelsten (* 1982), schwedischer Fußballspieler
- Patrik Järbyn (* 1969), schwedischer Skirennläufer
- Patrik Jaros (* 1967), deutscher Koch
- Patrik Ježek (* 1976), tschechischer Fußballspieler
- Patrik Juhlin (* 1970), schwedischer Eishockeyspieler
- Patrik Klüft (* 1977), schwedischer Leichtathlet
- Patrik Kühnen (* 1966), deutscher Tennisspieler
- Patrik Kvalvik (* 1984), schwedischer Handballspieler
- Patrik Lyrberg (* 1976), schwedischer Schachspieler
- Patrik Majer (* 1971), deutsch-tschechischer Musikproduzent
- Patrik Mohr (* 1965), deutscher Fußballspieler
- Patrik Müller (* 1975), Schweizer Journalist
- Patrik Nemeth (* 1992), schwedischer Eishockeyspieler
- Patrik Ringborg (* 1965), schwedischer Dirigent
- Patrik Schuler (* 1990), Schweizer Fußballspieler
- Patrik Siegl (* 1976), tschechischer Fußballspieler
- Patrik Sinkewitz (* 1980), deutscher Radrennfahrer
- Patrik Sjöberg (* 1965), schwedischer Leichtathlet
- Patrik Štefan (* 1980), tschechischer Eishockeyspieler
- Patrik Stenberg (* 1990), schwedischer Straßenradrennfahrer
- Patrik Sundberg (* 1975), schwedischer Freestyle-Skier
- Patrik Sundström (* 1961), schwedischer Eishockeyspieler
- Patrik Tybor (* 1987), slowakischer Radrennfahrer
- Patrik Vogl (* 1985), deutscher Eishockeyspieler
- Patrik Wozniacki (* 1986), dänischer Fußballspieler

#### Pat
- Pat Boone (* 1934), US-amerikanischer Sänger und Schauspieler
- Pat Britt  (1940–2022), US-amerikanischer Jazzmusiker und Musikproduzent
- Pat Buchanan (* 1938), US-amerikanischer Journalist und TV-Kommentator
- Pat Cash (* 1965), australischer Tennisspieler
- Pat Harder (1922–1992), US-amerikanischer American-Football-Spieler
- Pat Hennen (1953–2024), US-amerikanischer Motorradrennfahrer
- Pat Holtz (* 1968), schottischer Poolbillardspieler
- Pat Houlihan (1929–2006), englischer Snookerspieler
- Pat Lyons, US-amerikanischer Pokerspieler
- Pat Martino (1944–2021), US-amerikanischer Jazzgitarrist und Komponist
- Pat O’Brien (1899–1983), US-amerikanischer Schauspieler
- Pat O’Callaghan (1905–1991), irischer Hammerwerfer und Olympiasieger
- Pat Ryan (1883–1964), US-amerikanischer Hammerwerfer und Olympiasieger
- Pat Toomay (* 1948), US-amerikanischer American-Football-Spieler und Schriftsteller

### Familienname
→ siehe Patrick (Familienname)
- Miroslav Patrik (* 1963), tschechischer Wissenschaftler und Umweltaktivist

### Fiktive Figuren
- Patrick Star, Seestern aus SpongeBob
- Alle Jungen heißen Patrick, Kurzfilm (1959) von Jean-Luc Godard

## Bibliographie
- Hanks, Patrick und Flavia Hodges: Oxford Dictionary of First Names. Oxford University Press, 1996, ISBN 0-19-280050-7.